# Brie (Käse)

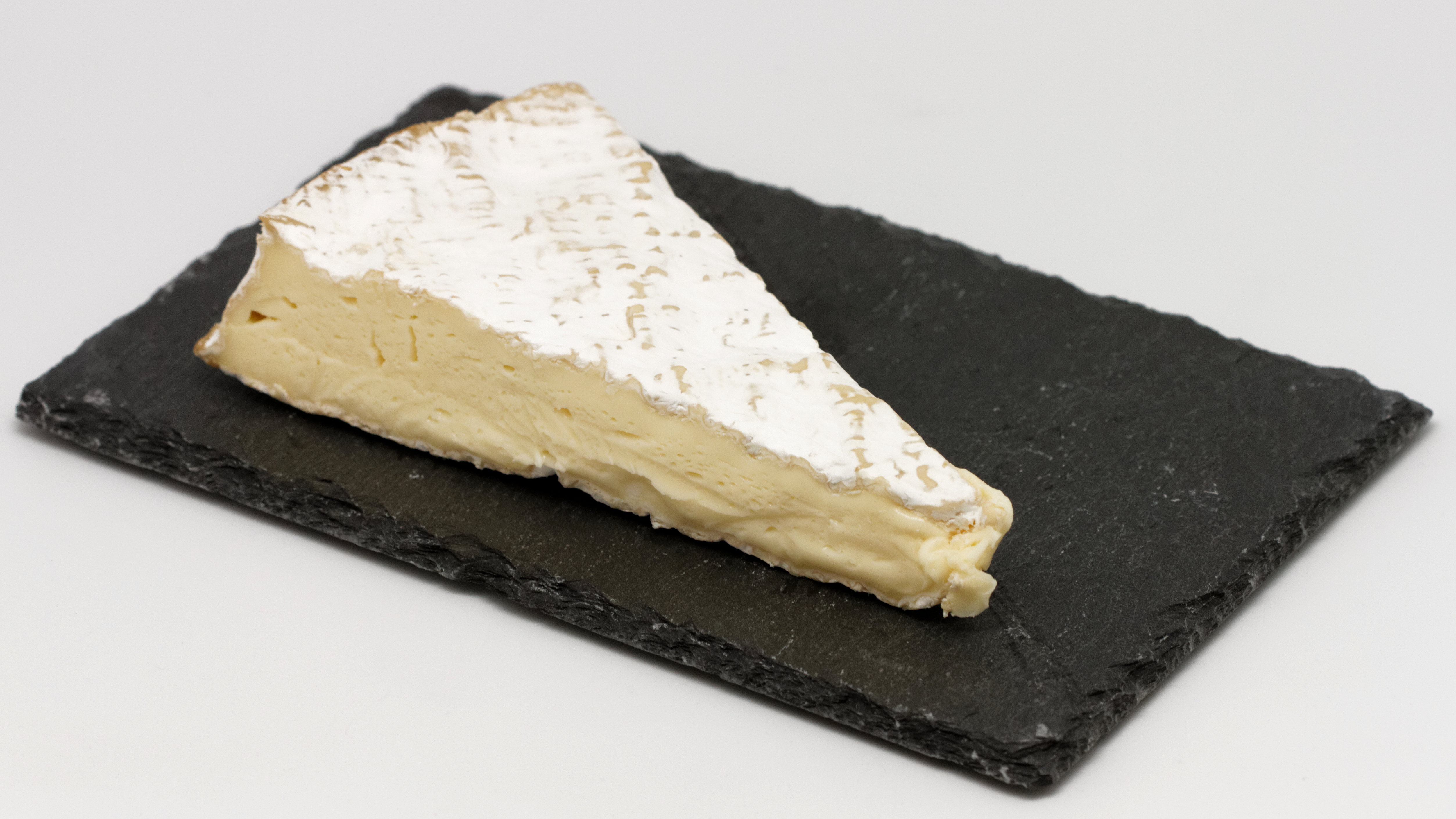
Brie

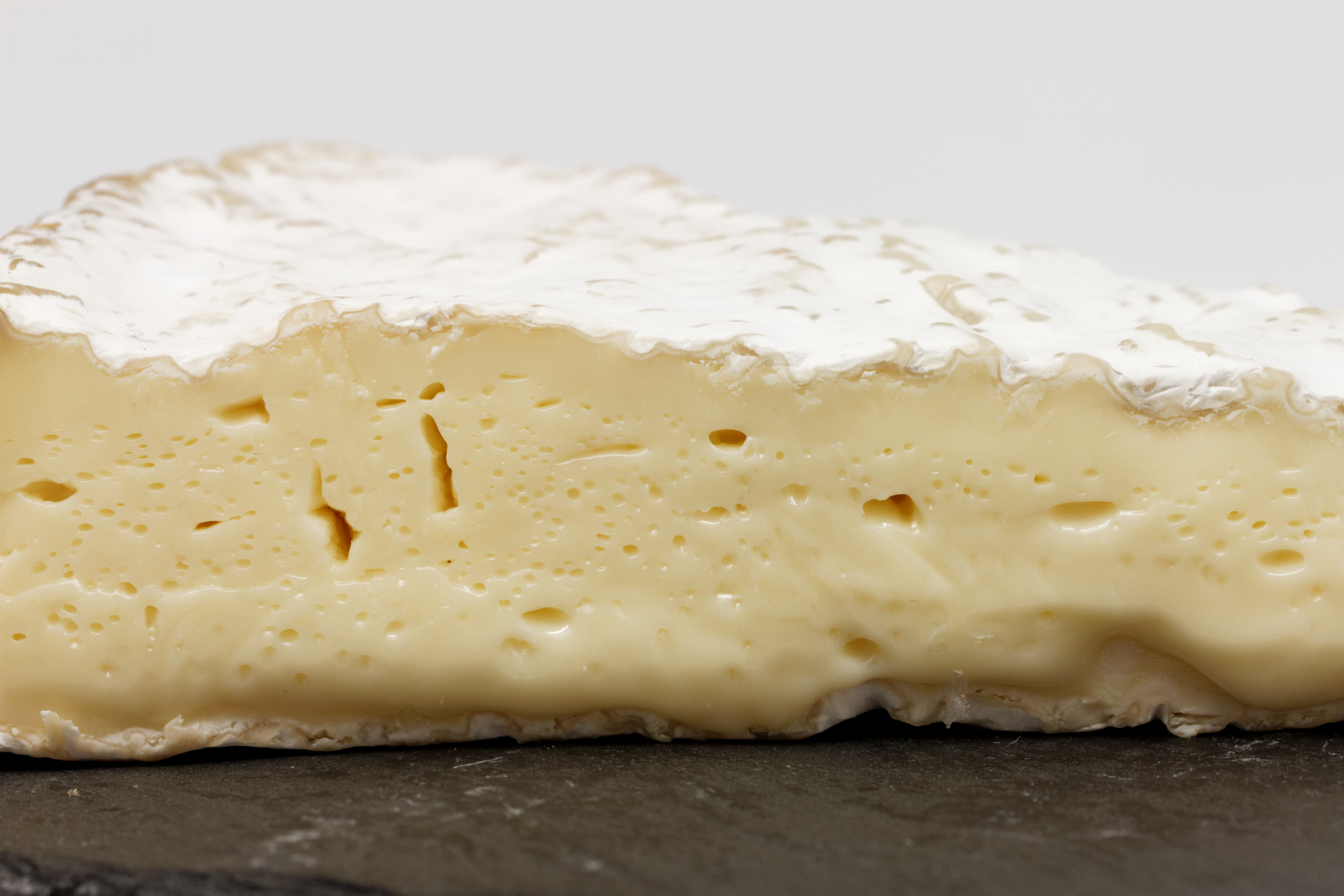
Brie, Anschnitt

Brie ist die Bezeichnung für einen ursprünglich aus der gleichnamigen Region in Frankreich stammenden Weichkäse mit weißem Edelschimmel, der aus roher oder pasteurisierter Kuhmilch hergestellt wird.

## Geschichte
Seinen Ursprung hat der Brie im Département Seine-et-Marne in der Île-de-France; heute ist er jedoch einer der meistkopierten Käse der Welt. Nur Brie de Meaux und Brie de Melun genießen in Frankreich seit 1980 Ursprungsschutz (AOC) und sind in Europa seit 1996 geschützte Ursprungsbezeichnungen. Der Brie de Meaux ist seit dem 13. Jahrhundert belegt und wurde 1470 vom piemontesischen Arzt Pantaleone da Confienza in einer Liste französischer Spezialitäten als der beste Käse Frankreichs gelobt. Der Brie wurde auf dem Wiener Kongress zum „König aller Käse“ gekürt, als der französische Staatsmann Talleyrand zur Auflockerung der Verhandlungen um die politische Neuordnung Europas einen Käsewettbewerb ausrichten ließ, bei dem alle dreißig Staatenvertreter ihre landestypischen Käsesorten präsentierten. Durch den Bau von Eisenbahn- und Kanalverbindungen nach Paris konnte sich in der Meuse in Lothringen eine milchverarbeitende Industrie entwickeln. Die erste Gründung erfolgte 1853 mit dem Unternehmen Maison-du-Val in Noyers-en-Barrois (Noyers-Auzécourt), durch Louis Bailleux, einen Bauern und Gastwirt aus Hazebrouck. 1872 verarbeitete die Fabrik bereits 40.000 Hektoliter Milch, von rund 2000 Landwirten in der Umgebung. In den 1920er-Jahren hatte das Unternehmen 5000 Kubikmeter Kühlraum, um 200.000 kg frisch hergestellten Käse einzulagern.

## Herstellung
Bei der Produktion des klassischen Brie wird die Gallerte weder geschnitten noch gepresst. Die Kunst der Herstellung besteht im gleichmäßigen Schöpfen des Bruchs in die perforierten Formen und im optimalen Abtropfen der Molke. Wird hier nicht sorgfältig gearbeitet, entsteht leicht ein trockener, kalkiger und gipsähnlicher Käse. Nach dem Formen werden die Laibe auf Stroh- oder Kunststoffmatten gelagert und regelmäßig gewendet. Nach rund einer Woche werden die Käse mit einer Schimmelkultur (meist Penicillium camemberti) besprüht und unter weiterem Wenden unter sorgfältig kontrollierter Temperatur gelagert, bis sie durchgereift sind, was zwischen drei und zehn Wochen dauern kann.

## Eigenschaften

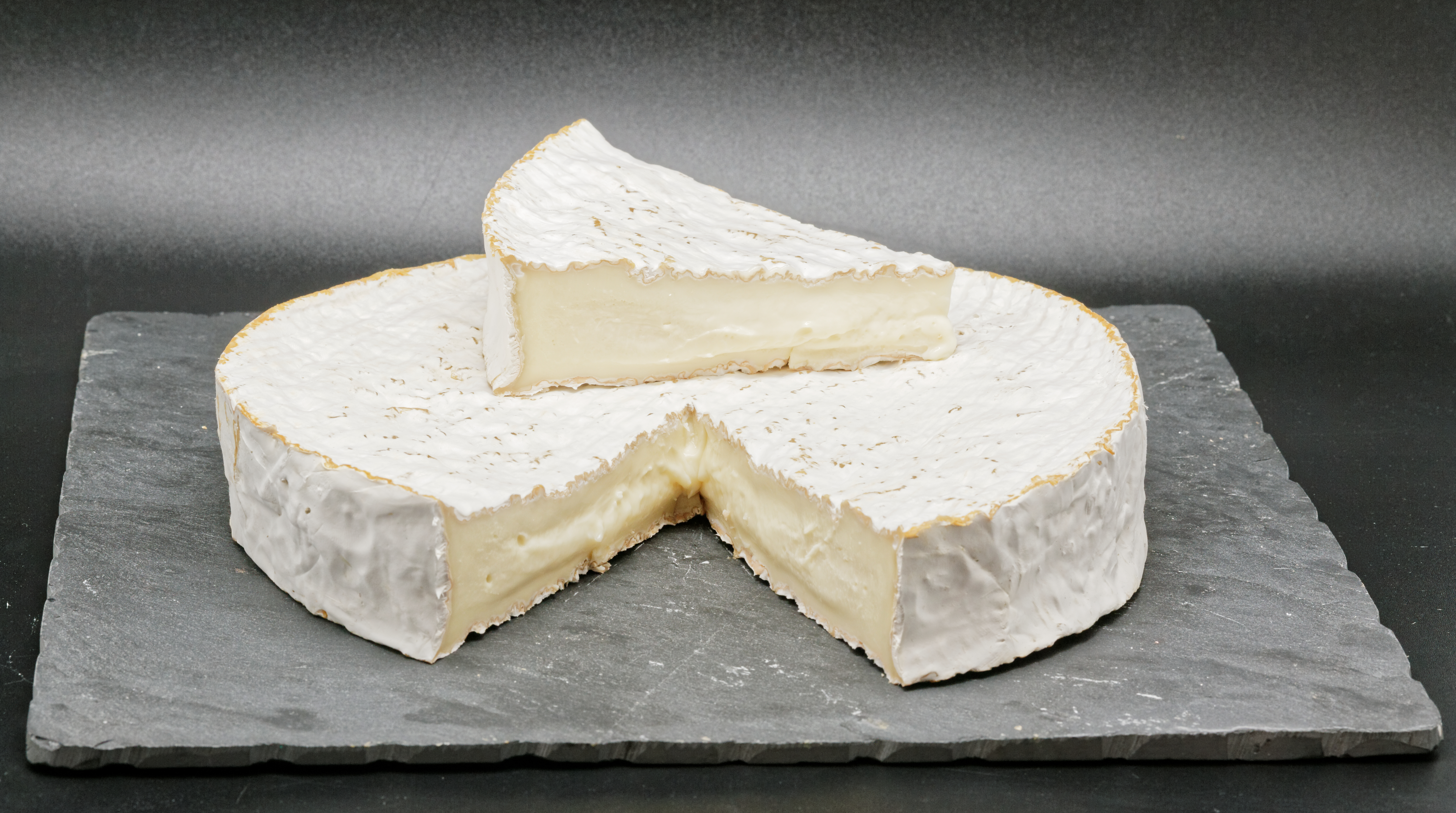
Brie de Melun

Die Laibe des Brie de Meaux haben die Form einer flachen Torte und wiegen zwischen 900 g und 3,2 kg. Sie haben einen Durchmesser von 35 bis 37 cm bei einer Höhe von etwa 2,5 cm. Brie de Meaux ist von dichtem Weißschimmel und einer leichten rotbräunlichen Käseflora bedeckt, was ihn von vielen Kopien unterscheidet. Der Teig ist anfangs weiß bis strohfarben und später elfenbeinfarben bis gelb und auf dem Höhepunkt seiner Reifung cremig-weich, ohne ganz zu zerfließen. Er riecht nach würzigem Gras und gerösteten Nüssen, reif bis überreif zunehmend nach Ammoniak. Der Geschmack ist mild bis fruchtig-würzig, wobei Rohmilch-Brie aus bäuerlicher Produktion kräftiger und nussiger schmeckt als der meist pasteurisierte Fabrikkäse.
Der ebenfalls tortenförmige Brie de Melun ist kleiner im Durchmesser und reift länger als der Brie de Meaux. Er hat einen goldgelben Teig und eine rotbräunliche Käseflora, die mit weißen Schimmelflecken durchsetzt ist, und schmeckt und riecht kräftiger als sein Verwandter.

## Verwendung
Brie ist ein Verwandter des Camembert.
Als bayerische Spezialität wird aus Brie Obatzter hergestellt. Dazu wird er mit Butter, Rahm, kleingehackten Zwiebeln, Kümmel und Paprikapulver vermengt.